# Мертва вода

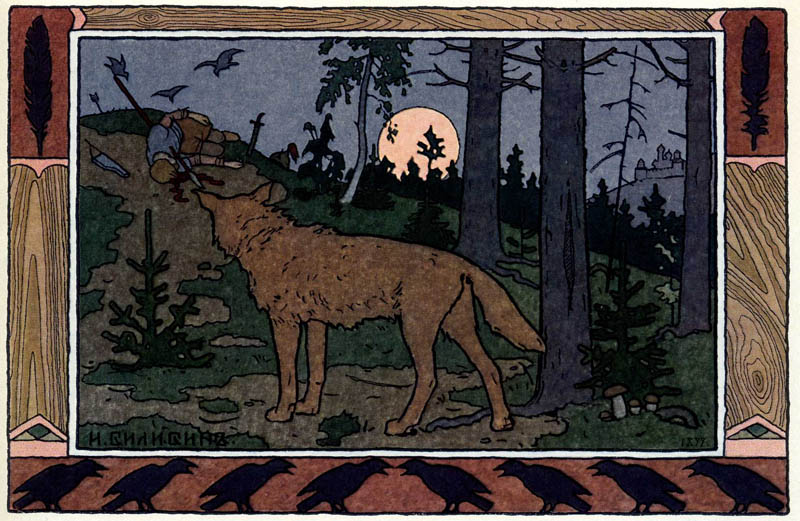
Сірий Вовк знаходить мертвого Івана Царевича. Ілюстрація до Казки про Іван-царевича, Жар-птицю і про Сірого Вовка. І. Я. Білібін, 1899 рік.

Ме́ртва вода́ — вид води, поширений у переказах і міфах народів світу. Так, наприклад, щоб оживити мертвого господаря, вовк з казки «Іван-царевич і Сірий вовк» полив його спочатку мертвою водою, яка загоїла смертельні рани, а потім живою водою, яка й оживила царевича.
В. Я. Пропп пропонує таке пояснення цього мотиву:
…Якщо висловлені тут припущення правильні, то це пояснює, чому героя спершу обприскують мертвою водою, а потім живою. Мертва вода його ніби добиває, перетворює його в остаточного мерця. Це свого роду похоронний обряд, відповідний обсипанню землею. Тільки тепер він — справжній померлий, а не істота, що витає між двома світами, що може повернутися вампіром. Тільки тепер, після окроплення мертвою водою, ця жива вода буде діяти.
Оригінальний текст (рос.)
…Если высказанные здесь предположения верны, то это объясняет, почему героя сперва опрыскивают мертвой водой, а потом живой. Мертвая вода его как бы добивает, превращает его в окончательного мертвеца. Это своего рода погребальный обряд, соответствующий обсыпанию землей. Только теперь он — настоящий умерший, а не существо, витающее между двумя мирами, могущее возвратиться вампиром. Только теперь, после окропления мертвой водой эта живая вода будет действовать.— Пропп, Володимир. Исторические корни волшебной сказки [Історичні корені чарівної казки]. V, II, 15.